# کریگ سافان
کریگ سافان (انگلیسی: Craig Safan؛ زادهٔ ۱۷ دسامبر ۱۹۴۸) آهنگساز فیلم اهل ایالات متحده آمریکا است.

## فیلم‌شناسی
- مردان خوب مشکی می‌پوشند (۱۹۷۸)
- کوروت تابستان (۱۹۷۸)
- کابوس‌ها (۱۹۸۳)
- فرشته (۱۹۸۴)
- نشان هشدار (۱۹۸۵)
- بیگانه (۱۹۸۷)
- بایست و تحویل بده (۱۹۸۸)